# Nissan Juke
Nissan Juke (type F15) er en lille SUV fra den japanske bilfabrikant Nissan Motor. Bilen er siden 2010 blevet bygget på Nissan Motor Manufacturing (UK)s fabrik ved Washington på Renault og Nissans B-platform. Juke kom på markedet den 9. oktober 2010.
På Geneve Motor Show 2009 introduceredes en serienær prototype til Juke med navnet Nissan Qazana.
- Bagfra
- Interiør

## Facelift i 2014
På Geneve Motor Show i 2014 præsenteredes en faceliftet version af Juke. Blandt nyhederne er at en 1,2-liters turbobenzinmotor vil erstatte den nuværende 1,6-sugemotor, et 40 procent større bagagerum, LED-dagkørelys samt et nyudviklet navigationssystem, hvor føreren fra sin hjemmecomputer kan planlægge en rute og herefter sende den til Juke-navigationssystemet via internet. Den faceliftede Juke kommer til Danmark i september 2014.